# Avril brisé (film, 1987)
Pour les articles homonymes, voir Avril brisé (homonymie).
Pour plus de détails, voir Fiche technique et Distribution.
Avril brisé est un film français réalisé par Liria Bégéja, sorti en 1987.

## Fiche technique
- Titre : Avril brisé
- Réalisation : Liria Bégéja
- Scénario : Olivier Assayas, Liria Bégéja et Vassílis Vassilikós, d'après le roman d'Ismaïl Kadaré
- Photographie : Patrick Blossier
- Décors : Michel Lagrange
- Costumes : Judy Shewsbury
- Son : Éric Vaucher
- Musique : Steve Beresford
- Montage : Luc Barnier
- Sociétés de production : Canal+ - Franco American Films - J.M. Productions - La Sept Cinéma - Smepa - Téléma
- Pays d’origine :  France
- Durée : 100 minutes
- Date de sortie : France, 9 décembre 1987

## Distribution
- Jean-Claude Adelin
- Violetta Sanchez
- Alexandre Arbatt